# Abdelmonem Chouayet
Abdelmonem Chouayet (arabisch عبد المنعم شويات, DMG ʿAbd al-Munʿim Šuwaiyāt) ist ein tunesischer Schauspieler und Regisseur. Er unterrichtet Theater am Höheren Institut für dramatische Künste sowie am El Teatro Studio in Tunis. Er zählt zu den bekanntesten Schauspielern Tunesiens. Für die Rolle als Mustafa Z, im gleichnamigen Film Mustafa Z, wurde er beim Carthage Film Festival 2017 mit dem Preis Bester Schauspieler geehrt. 2018 erhielt er für die gleiche Rolle den Golden Sotigui als Bester Afrikanischer Schauspieler des Ouagadougou Panafrican Film and Television Festivals (FESPACO) in Burkina Faso.

## Karriere

### Theater
Chouayet wuchs in Aïn Draham, nahe der algerischen Grenze, auf. Bekannt ist, dass Chouayets große Leidenschaft das Theater ist. Er begann früh mit dem tunesischen Schauspieler und Regisseur Ezzedine Gannoun am El Hamra Theater zu arbeiten. Es ist nicht belegt, wo Chouayet seine ersten Gehversuche als Schauspieler machte. Erstmals Erwähnung fand er in Khaoula Hadefs Inszenierung Faits divers in 2001. Gemäß der bekannten Daten kann man wohl sagen, dass er reichlich Erfahrung auf der Bühne des El Hamra in Tunis sammelte und Bekanntheit erlangte. Das El Hamra existiert seit 1922 und war in den 30er und 40er Jahren des 20. Jahrhunderts ein Kino in das die Hauptstädter strömten. Es war dann einige Jahre geschlossen und wurde 1987 wieder eingeweiht. Bis zu seinem Tod 2015 wurde es von Gannoun als Direktor geführt, umgestaltet und damit ein Ort geschaffen, an dem junge Künstler Ausbildung und Engagement fanden. Im Jahr 2000 wurde das „Arabisch-Afrikanische Zentrum für Ausbildung und Theaterforschung“ gegründet und befindet sich seither in den Räumen des El Hamra. Dort wirkte Chouayet in diversen Theateraufführungen mit, umgeben von einer Reihe weiterer bekannter tunesischer Künstler wie Taoufik El Ayeb, Leila Toubel, Chekra Rammeh oder Foued Litaiem. Es entstanden Inszenierungen wie État civil und Nicotine von Atef Ben Hassine. Diese beiden Stücke sind miteinander verbunden. War État civil noch unter dem Einfluss von Zensur und Diktatur in Tunesien entstanden, fand sich dasselbe Ensemble rund um Chouayet für Nicotine nach 7 Jahren wieder zusammen um nun eine überarbeitete, mehr politisch angehauchte Version aufzuführen, entstanden in der Ära der Meinungsfreiheit.
Chouayet hat diverse Theaterstücke inszeniert. Das von Chouayet produzierte Theaterstück Antigone – in Gebärdensprache – ist eine Hommage an die Tunesierin, die, wie Antigone, König Kreon und seinen repressiven Gesetzen, widerspricht. Mit diesem Stück war Chouayet beim Festival Avignon Off 2011 vertreten. Un riche, trois pauvres, ein Theaterstück aus 1986 von Louis Calaferte, wurde 2015 von Chouayet für das El Teatro Studio in Tunis umgesetzt. In 2017 inszenierte er zusammen mit der Tänzerin Selma Boukef das Stück Des fleurs pour Algernon nach dem gleichnamigen Science-Fiction Roman von Daniel Keyes. Chouayet verkörpert in diesem originell gehaltenen Stück die Rolle des Charlie. Beide beschränkten sich für die Inszenierung in erster Linie auf die Algernon-Charlie-Beziehung, indem sie die Entwicklung der beiden Charaktere zeigen, vor allem auf der Ebene des Tanzes.
Im März 2019 war Chouayet der künstlerische Leiter der 1. Ausgabe des Festivals Ezzedine Gannoun für Theater, welches im El Hamra stattfand. Das Festival wurde in Kombination mit der 5. Welttheater Woche und dem Welttag des Theaters auf Initiative des tunesischen Nationaltheaters abgehalten. Über seine Motivation und Vision dieses Festival ins Leben zu rufen sagte Chouayet:

„Vor allem ist es eine notwendige Hommage an diesen großen Mann des Theaters, der den El Hamra Space zu einer Institution gemacht hat, die sich der Förderung von Schöpfung und Ausbildung verschrieben hat.“

Das Festival legte den Fokus auf Regisseure. Laut Chouayet ist Regisseur kein Beruf im eigentlichen Sinne, es wäre ein Zustand des Seins. Ein Regisseur ist laut Chouayet ein Dirigent, der eine globale Vision des Werkes und dessen Zukunft haben muss. Er erklärte weiter:

„Ezzedine Gannoun hatte eine klare Vision von der Rolle eines jeden in einer Schöpfung und wir dachten, dass es dringend und nützlich ist, ihm ein Festival zu widmen, um über den Status des Regisseurs nachzudenken und ihm Sichtbarkeit zu geben ( ... )“

Chouayet, lange Zeit dem El Hamra verbunden, fühle sich privilegiert unter diesem großen Mann des tunesischen Theaters gearbeitet und auch mit ihm zusammen gearbeitet zu haben. Regisseure wie Taoufik Jebali, Fadhel Jaibi, der verstorbene Abdelwahab El Jemli und insbesondere der Schauspieler Issa Harath, der für ihn eine lebende Institution darstelle, sind bis heute Schulen, an denen er sich orientieren und lernen würde.

### Schauspiellehrer
Chouayet ist in keine Richtung fest gebunden. Weder als Schauspieler noch als Lehrer. Er hält es sich offen in all diesen Projekten von Qualität zu arbeiten. Neben seiner Lehrtätigkeit am Institut für Drama und dem El Theatro, widmet er sich als Lehrer auch dem Kindertheater. Er arbeitet in diesem Rahmen auch mit Gehörlosen und Stummen. Auf seine Weise bietet er all jenen eine Stimme, die keinen Klang haben. So fördert er eine andere Form der Sprache, die des Körpers, der Hände und der Blicke. Seine Dissertation widmete Chouayet der Theatralik der Gebärdensprache. Zusammen mit Studenten des Instituts für Drama unterrichtet Chouayet an zwei Grundschulen in Tunis. Dabei handelt es sich um Workshops, die Kinder zwischen 6 und 12 Jahren in die Kunst des Puppenspiels einführen, wobei die Kinder aus Erzählungen Charaktere auswählen, sich die Figur vorstellen und fertigen und dann erlernen damit umzugehen. Am Ende des Workshops steht die Aufführung im Rahmen des Dream City Festivals, welches seit 2007 in der Medina (Altstadt) von Tunis stattfindet. Dieses Projekt, durchgeführt vom Verein „L'Art Rue – Kunst und Bildung“, wird von der Drosos Stiftung, den Open Society Foundations und der Europäischen Union unterstützt und steht unter dem Motto „Gewaltabbau durch Kunst“ und richtet sich insbesondere an Kinder in prekären Situationen.

### Film und Fernsehen
Einem weitaus breiteren Publikum ist Chouayet sowohl national als auch international als Schauspieler für Film und Fernsehen bekannt. Sehr beliebt in Tunesien sind Fernsehserien, die während des Monats Ramadan ausgestrahlt werden. Dort war Chouayet beispielsweise in der 15-teiligen Serie Lemnara in 2017 zu sehen. Über 100 Schauspieler waren an dieser Serie beteiligt, die mit dem Regisseur Atef Ben Hassine einen Weggefährten Chouayets aus Theatertagen hatte. Die Serie trägt auch den französischen Titel Le phare. Auch einige Kurzfilme finden sich in Chouayets Repertoire, so auch Kif Lokhrin von Mohamed Ben Attia aus dem Jahr 2006.
Auf der Kinoleinwand hat Chouayet diverse Rollen verkörpert. Da wäre Adel, der Blumenverkäufer aus Le Prince, unglücklich verliebt in eine Bankdirektorin, eine Rolle die im Bereich Drama und Romanze anzusiedeln ist oder – auf der anderen Seite – die Rolle des Fatih in Boughedirs Parfum de printemps, einer Komödie. Als Mohsen Bastardo im Film Bastardo gelang Chouayet dann auch die internationale Beachtung. Nach Premiere in Toronto wurde der Film auf diversen Festivals weltweit gezeigt und brachte Chouayet gute Kritiken ein.

„Wir erinnern uns an Monoom Chouayet in seiner Hauptrolle im Märchen Le Prince (Mohamed Zran, 2005), aber hier zeigt er, wie alle Darsteller, ein meisterhaftes Schauspiel, das in der Lage ist, ständig zwischen grundlegendem Naturalismus und einer anderen Dimension zu schlüpfen, die oszilliert zwischen Surrealismus, Groteske und Schrecklichem.“

Markant war auch sein Spiel als Inspektor Abdallah in Le Dernier Mirage, einem Film von Nidhal Chatta, an der Seite von Jean-Marc Barr und Elisa Tovati. In Sonia Chamkhis Film Narcisse füllte Chouayet die Rolle eines Fundamentalisten aus. Vollends durchgesetzt an die Spitze der Schauspieler seiner Generation in Tunesien hat sich Chouayet dann in der Rolle des Mustafa Z, nach Nidhal Chattas gleichnamigem Film. Der Film erhielt über 10 weltweite Auszeichnungen, wovon alleine 5 auf das Konto von Chouayet gingen. Angefangen mit der Auszeichnung als Bester Schauspieler in 2017 des seit 1966 bestehenden Carthage Film Festival in Tunesien, ging die Reihe der Ehrungen als Bester Schauspieler weiter über Marokko, wo Chouayet als Sieger des Filmfestivals von Oujda hervorging. Auch beim Internationalen Filmfestival von Alexandria war er mit dieser Rolle erfolgreich. Ganz besondere Ehre wurde Chouayet dann beim Panafrican Film and Television Festival von Ouagadougou in Burkina Faso zuteil, als er sowohl den Preis als Bester Nordafrikanischer Schauspieler wie auch den Golden Sotigui Award, welcher für den Besten Afrikanischen Schauspieler steht, in Empfang nehmen durfte. Seine vorläufig letzte Rolle war die des Ibrahim in Moez Kamouns The Crow's Siesta. Der Film hat auch die weiteren Titel La Sieste du Corbeau (fr) und Chitan El Kayla (ar).

## Filmografie
- 2001: Rayhana (Fernsehserie)
- 2005: Le Prince
- 2006: Tendresse du loup
- 2006: Kif Lokhrin (Kurzfilm)
- 2006: Le Rendez-vous (Kurzfilm)
- 2009: Cinecittà
- 2012: Nesma
- 2013: Bastardo
- 2013: Late Spring (Kurzfilm)
- 2014: Le Dernier Mirage
- 2015: Narcisse
- 2015: Choices (Kurzfilm)
- 2016: Parfum de printemps
- 2017: Mustafa Z
- 2017: Lemnara (Fernsehserie)
- 2018: The Crow's Siesta

## Theater
- 2001: Faits divers – Inszenierung Khaoula Hadef
- 2005: Ètat civil – Inszenierung Atef Ben Hassine
- 2006: Borj Eddalou – Inszenierung Taoufik El Ayeb
- 2011: Antigone – Inszenierung Abdelmonem Chouayet
- 2012: Nicotine – Inszenierung Atef Ben Hassine
- 2015: Un riche, trois pauvres – Inszenierung Abdelmonem Chouayet
- 2016: Femmes Otages – Inszenierung Nejib Khalfallah und Abdelmonem Chouayet[16]
- 2017: Des fleurs pour Algernon – Inszenierung Abdelmonem Chouayet und Selma Boukef

## Auszeichnungen
- 2017: Carthage Film Festival – Bester Schauspieler[2][17]
- 2018: Maghreb Film Festival Oujda – Bester Schauspieler[18]
- 2018: Alexandria International Film Festival – Bester Schauspieler[19]
- 2018: Ouagadougou Panafrican Film and Television Festival – Bester Nordafrikanischer Schauspieler[3]
- 2018: Ouagadougou Panafrican Film and Television Festival – Golden Sotigui Award[3]